# Жон Дові
Жон Дові (фр. John Dovi; 2 січня 1973, Сен-Морис-ле-Жирар, Пеї-де-ла-Луар) — французький боксер, призер чемпіонатів світу та Європи серед аматорів.

## Аматорська кар'єра
Жон Дові був семиразовим чемпіоном Франції.
На чемпіонаті світу 1999 завоював срібну медаль.
- В 1/8 фіналу переміг Клаудіо Ришко (Румунія) — 1-0
- У чвертьфіналі переміг Гурчарана Сінґха (Індія) — 8-4
- У півфіналі переміг Олексія Трофімова (Україна) — 8-2
- У фіналі програв Майклу Сіммсу (США) — 3-3(+)

На чемпіонаті Європи 2000 програв у другому бою Алі Ісмаїлову (Азербайджан).
На Олімпійських іграх 2000 переміг Шона Террі Кокса (Барбадос) — 14-10 і Олексія Катулієвського (Киргизстан) — RSC, а у чвертьфіналі програв Олександру Лебзяку (Росія) — 11-13.
На чемпіонаті світу 2001 завоював бронзову медаль.
- В 1/16 фіналу переміг ДеАндре Аброна (США) — 11-5
- В 1/8 фіналу переміг Артака Малумяна (Вірменія) — 12-8
- У чвертьфіналі переміг Алана Рейнольдса (Ірландія) — RSCO 2
- У півфіналі програв Євгену Макаренко (Росія) — 10-25

На чемпіонаті Європи 2002 завоював срібну медаль.
- В 1/8 фіналу переміг Тіно Гросса (Німеччина) — 21-7
- У чвертьфіналі переміг Алекси Куземського (Польща) — RSCO 3
- У півфіналі переміг Віктора Перуна (Україна) — 24-8
- У фіналі програв Михайлу Гала (Росія) — 15-27

На чемпіонаті Європи 2004 програв у другому бою Івану Рибацу (Сербія і Чорногорія) і не потрапив на Олімпійські ігри 2004.
На чемпіонаті світу 2005 програв у першому бою Єгору Мехонцеву (Росія).